# 渡辺博文 (野球)
渡辺 博文（わたなべ ひろふみ、1940年7月4日 - ）は、岡山県出身の元プロ野球選手（投手）。

## 来歴・人物
倉敷工業高校では1957年の春の選抜にエースとして出場。準決勝に進むが、高知商の小松敏宏と投げ合い1-3で敗退。1年上のチームメートに中堅手の室山皓之助がいる。同年夏は県予選決勝で石原碩夫投手を擁する岡山東商に敗れた。翌年の春の選抜にも連続出場、2回戦（初戦）で立命館高に2-3で敗れる。1年下のチームメートに遊撃手の三宅博がいた。
立命館大学に進み、関西六大学野球リーグでは在学中に3度優勝。1962年秋季リーグでは、当時のリーグ新記録となるシーズン10勝をあげる。
1963年に阪急ブレーブスに入団。主力投手として期待されたが、阪急では1964年の1試合のみの登板に終わる。1965年にサンケイスワローズに移籍。主として中継ぎで起用されるが、同年8月5日には広島カープを相手に初先発。6回を1失点と好投するが7回に打ち込まれ降板、勝敗はつかなかった。しかし9月7日には読売ジャイアンツとの対戦で、6回から巽一をリリーフしプロ初勝利を挙げた。その後は登板機会が減少するが、1968年には主に左打者に対するワンポイントリリーフとして22試合に起用された。同年限りで引退。引退後は第一広告に勤務した。
1966年シーズン途中から1968年までの登録名は渡辺 一史（わたなべ かずし）。

## 詳細情報

### 年度別投手成績
| 年 度     | 球 団     | 登 板 | 先 発 | 完 投 | 完 封 | 無 四 球 | 勝 利 | 敗 戦 | セ 丨 ブ | ホ 丨 ル ド | 勝 率 | 打 者 | 投 球 回 | 被 安 打 | 被 本 塁 打 | 与 四 球 | 敬 遠 | 与 死 球 | 奪 三 振 | 暴 投 | ボ 丨 ク | 失 点 | 自 責 点 | 防 御 率 | W H I P |
| --------- | --------- | ----- | ----- | ----- | ----- | -------- | ----- | ----- | -------- | ----------- | ----- | ----- | -------- | -------- | ----------- | -------- | ----- | -------- | -------- | ----- | -------- | ----- | -------- | -------- | ------- |
| 1964      | 阪急      | 1     | 0     | 0     | 0     | 0        | 0     | 0     | --       | --          | ----  | 3     | 1.0      | 0        | 0           | 0        | 0     | 0        | 0        | 0     | 0        | 0     | 0        | 0.00     | 0.00    |
| 1965      | サンケイ  | 19    | 2     | 0     | 0     | 0        | 1     | 1     | --       | --          | .500  | 124   | 29.1     | 34       | 3           | 9        | 0     | 0        | 11       | 2     | 1        | 14    | 14       | 4.30     | 1.47    |
| 1966      | サンケイ  | 3     | 0     | 0     | 0     | 0        | 0     | 0     | --       | --          | ----  | 6     | 0.1      | 2        | 1           | 3        | 0     | 0        | 1        | 0     | 0        | 4     | 3        | 81.00    | 15.00   |
| 1968      | サンケイ  | 22    | 1     | 0     | 0     | 0        | 0     | 0     | --       | --          | ----  | 63    | 12.2     | 21       | 2           | 5        | 0     | 0        | 9        | 1     | 0        | 5     | 5        | 3.55     | 2.05    |
| 通算：4年 | 通算：4年 | 45    | 3     | 0     | 0     | 0        | 1     | 1     | --       | --          | .500  | 196   | 43.1     | 57       | 6           | 17       | 0     | 0        | 21       | 3     | 1        | 23    | 22       | 4.57     | 1.71    |

### 背番号
- 34 （1963年 - 1964年）
- 52 （1965年 - 1967年）
- 46 （1968年）

### 登録名
- 渡辺 博文 （わたなべ ひろふみ、1963年 - 1966年途中）
- 渡辺 一史 （わたなべ かずし、1966年途中 - 1968年）